# Zauchwinkel
Zauchwinkel, früher auch Zauchwinkl, ist ein Ort im Bezirk St. Veit an der Glan in Kärnten. Durch den Ort verläuft die Grenze zwischen den Gemeinden Glödnitz und Weitensfeld im Gurktal, so dass der Ort in zwei Ortschaften zerfällt: die Ortschaft Zauchwinkel in der Gemeinde Glödnitz hat 38 Einwohner, die Ortschaft Zauchwinkel in der Gemeinde Weitensfeld im Gurktal hat 8 Einwohner (Stand 1. Jänner 2024).
Mitunter wird der Name Zauchwinkel auch in weiterem Sinn verwendet und steht dann für den Zauchwinkelgraben, das gesamte Tal des Mödringbachs, einschließlich weiterer Ortschaften, die an den Hängen des Grabens liegen.

## Lage

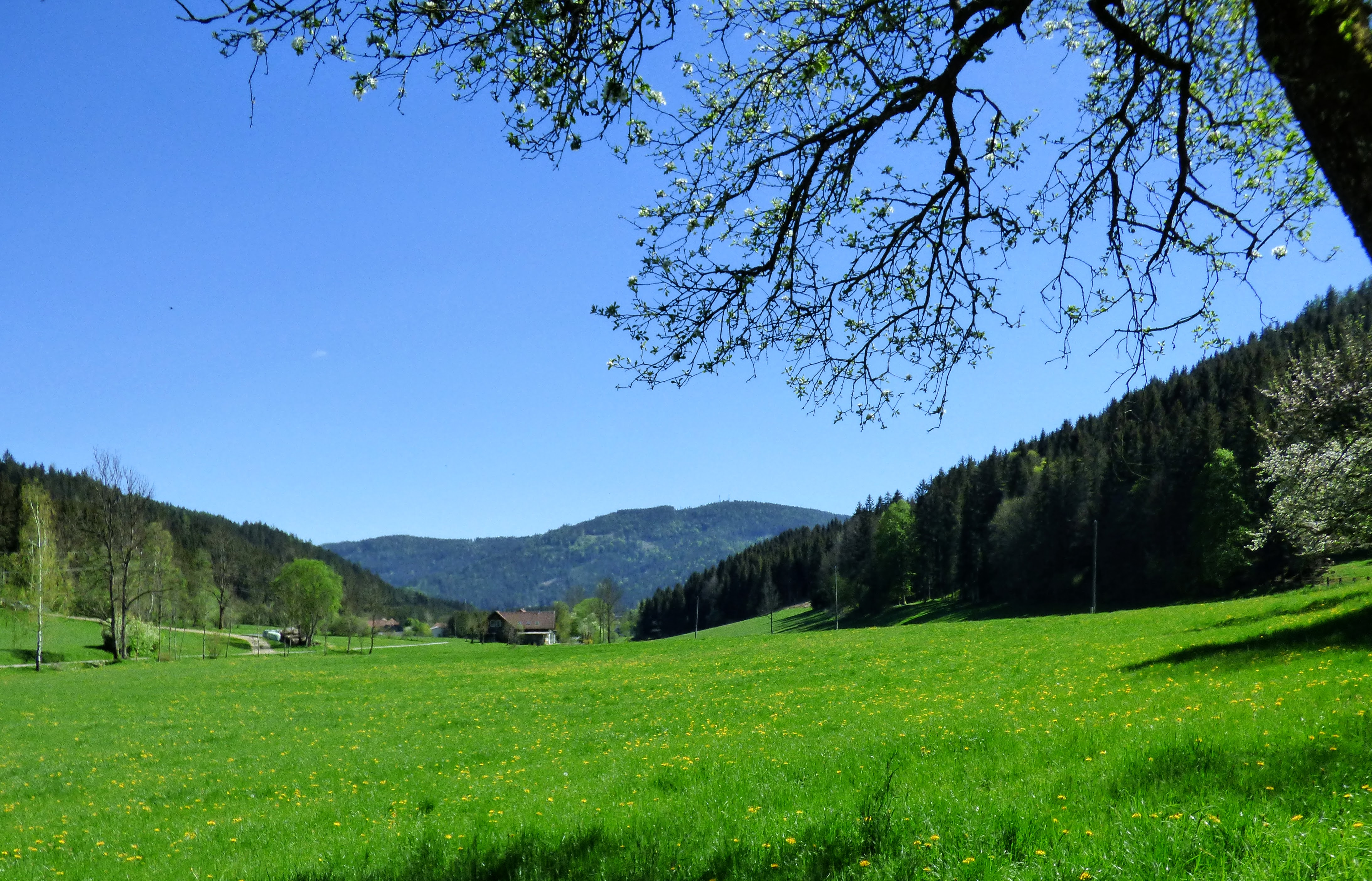
Zauchwinkelgraben

Der Ort Zauchwinkel liegt im Westen des Bezirks St. Veit an der Glan, im Zauchwinkelgraben, dem Tal des Mödringbachs, der aus dem Mödringbergzug zur Gurk führt, nördlich von Altenmarkt. Die zu den Ortschaften gehörenden Höfe liegen über eine Strecke von etwa 3 km verstreut vorwiegend am Talboden, lediglich die Obere Nagelehube und die Failacherhube sind höher auf den rechtsseitigen Hängen des Grabens.
Im Glödnitzer Teil von Zauchwinkel, der in der Katastralgemeinde Glödnitz liegt, werden folgende Vulgonamen geführt: Untere Nagelehube (Nr. 2 und 4), Moserhube (Mooser; Nr. 3), Tranacherkeusche (Nr. 5), Schmiedkeusche (Nr. 6), Obere Nagelehube (Nr. 7 und 10), Tranacherhube (Nr. 8), Failacherhube (Nr. 11) und Wertschacher.
Im Weitensfelder Teil von Zauchwinkel, der in der Katastralgemeinde Altenmarkt liegt, gibt es die Vulgonamen Santnerhube (Sandner; Nr. 12), Zauchner (Nr. 13 und 13b) und Raderkeusche (früher Trenkkeusche; Nr. 14).

## Geschichte
Der Ort wird 1072 als Zuche genannt. Der Name kommt wohl vom slawischen suha, das einen häufig austrocknenden Bach bezeichnet.
In der ersten Hälfte des 19. Jahrhunderts lag der gesamte Ort im Steuerbezirk Albeck.
Bei Gründung der Ortsgemeinden Mitte des 19. Jahrhunderts kam der in der Katastralgemeinde Glödnitz gelegene Teil des Orts an die Gemeinde Glödnitz, der in der Katastralgemeinde Altenmarkt gelegene Teil des Orts kam an die Gemeinde Weitensfeld. 
Der Zauchnerhof wurde bis Ende des 19. Jahrhunderts als eigene Ortschaft Bach bei Altenmarkt geführt und gehört seit 1900 zur Weitensfelder Ortschaft Zauchwinkel. In der Gemeinde Glödnitz wurden ab 1890 einige Höfe, die davor zu Hohenwurz gerechnet worden waren, zur Ortschaft Zauchwinkel gezählt.
Im Juli 1928 brannte der Mooserhof ab.
Bei der Kärntner Gemeindestrukturreform von 1973 kam der gesamte Ort Zauchwinkel zur damals neu errichteten Gemeinde Weitensfeld-Flattnitz, bei deren Auflösung 1991 kam es wieder zur Teilung des Orts in eine Ortschaft in der Gemeinde Glödnitz und eine Ortschaft in der Gemeinde Weitensfeld im Gurktal.

## Bevölkerungsentwicklung

### Ortschaft Zauchwinkel, Gemeinde Glödnitz
Für die Ortschaft ermittelte man folgende Einwohnerzahlen:
- 1869: 8 Häuser, 52 Einwohner[5]
- 1880: 7 Häuser, 36 Einwohner[6]
- 1890: 10 Häuser, 60 Einwohner[7]
- 1900: 10 Häuser, 51 Einwohner[8]
- 1910: 12 Häuser, 41 Einwohner[9]
- 1923: 12 Häuser, 64 Einwohner[10]
- 1934: 66 Einwohner[11]
- 1961: 10 Häuser, 54 Einwohner[12]
- 2001: 10 Gebäude (davon 9 mit Hauptwohnsitz) mit 10 Wohnungen; 40 Einwohner und 4 Nebenwohnsitzfälle; 10 Haushalte; 1 Arbeitsstätte, 6 land- und forstwirtschaftliche Betriebe[13]
- 2011: 10 Gebäude, 44 Einwohner, 9 Haushalte, 0 Arbeitsstätten[14]
- 2021: 9 Gebäude, 38 Einwohner, 9 Haushalte, 4 Arbeitsstätten[15]

### Ortschaft Zauchwinkel, Gemeinde Weitensfeld im Gurktal
Für die Ortschaft ermittelte man folgende Einwohnerzahlen:
- 1869: 3 Häuser, 30 Einwohner[16]
- 1880: 2 Häuser, 25 Einwohner[17]
- 1890: 3 Häuser, 28 Einwohner[18]
- 1900: 3 Häuser, 42 Einwohner[19]
- 1910: 3 Häuser, 28 Einwohner[20]
- 1923: 3 Häuser, 37 Einwohner[21]
- 1934: 29 Einwohner[22]
- 1961: 4 Häuser, 34 Einwohner[23]
- 2001: 4 Gebäude (davon 4 mit Hauptwohnsitz) mit 4 Wohnungen; 18 Einwohner und 0 Nebenwohnsitzfälle; 4 Haushalte; 0 Arbeitsstätten, 3 land- und forstwirtschaftliche Betriebe[24]
- 2011: 4 Gebäude, 13 Einwohner, 4 Haushalte, 1 Arbeitsstätte[25]
- 2021: 3 Gebäude, 8 Einwohner, 3 Haushalte, 1 Arbeitsstätte[26]